# Joachim Bäse
Joachim Bäse (2. září 1939, Braunschweig - 22. prosince 2020, Braunschweig) byl německý fotbalista, obránce.

## Fotbalová kariéra
V německé bundeslize hrál za Eintracht Braunschweig, nastoupil ve 233 ligových utkáních a dal 5 gólů. S Eintrachtem Braunschweig vyhrál v roce 1967 Bundesligu. V Poháru mistrů evropských zemí nastoupil v 5 utkáních a v Poháru UEFA nastoupil v 6 utkáních. Za německou reprezentaci nastoupil v roce 1968 v přátelském utkání s Walesem. 

## Ligová bilance
| Ročník                                 | Zápasy | Góly | Klub                   |
| -------------------------------------- | ------ | ---- | ---------------------- |
| Fußball-Oberliga Nord 1959/1960        | 14     | 5    | Eintracht Braunschweig |
| Fußball-Oberliga Nord 1960/1961        | 25     | 10   | Eintracht Braunschweig |
| Fußball-Oberliga Nord 1961/1962        | 20     | 6    | Eintracht Braunschweig |
| Fußball-Oberliga Nord 1962/1963        | 28     | 5    | Eintracht Braunschweig |
| Německá fotbalová Bundesliga 1963/1964 | 29     | 0    | Eintracht Braunschweig |
| Německá fotbalová Bundesliga 1964/1965 | 24     | 1    | Eintracht Braunschweig |
| Německá fotbalová Bundesliga 1965/1966 | 20     | 1    | Eintracht Braunschweig |
| Německá fotbalová Bundesliga 1966/1967 | 32     | 0    | Eintracht Braunschweig |
| Německá fotbalová Bundesliga 1967/1968 | 33     | 0    | Eintracht Braunschweig |
| Německá fotbalová Bundesliga 1968/1969 | 17     | 1    | Eintracht Braunschweig |
| Německá fotbalová Bundesliga 1969/1970 | 13     | 0    | Eintracht Braunschweig |
| Německá fotbalová Bundesliga 1970/1971 | 23     | 0    | Eintracht Braunschweig |
| Německá fotbalová Bundesliga 1971/1972 | 33     | 2    | Eintracht Braunschweig |
| Německá fotbalová Bundesliga 1972/1973 | 9      | 0    | Eintracht Braunschweig |
| CELKEM Německá fotbalová Bundesliga    | 233    | 5    |                        |